# Čaroděj Ivanov
Čaroděj Ivanov (polsky Czarownik Iwanow) je kniha Andrzeje Pilipiuka, druhá ze série knih o Jakubu Vandrovcovi. Originál vyšel v roce 2002, v roce 2003 se pak dočkal českého překladu. Hlavním příběhem knihy je souboj Jakuba Vandrovce s čarodějem Ivanovem, kterého se mu nakonec s pomocí portugalského kněze podaří zabít.